# Orimarga fuscivenosa
Orimarga fuscivenosa är en tvåvingeart som beskrevs av Alexander 1929. Orimarga fuscivenosa ingår i släktet Orimarga och familjen småharkrankar.
Artens utbredningsområde är Taiwan. Inga underarter finns listade i Catalogue of Life.